# Гідратоморфізм
Гідратоморфізм (рос.гидратоморфизм, англ. hydratomorphism, нім. Hydratomorphismus m) ― процес метаморфічних змін мінералів, який відбувається за участю води.

## Синонім
Гідратометаморфізм (рос.гидратометаморфизм, англ. hydratometamorphism, нім. Hydratometamorphismus m) ― те саме, що гідатоморфізм.

## Дотичні терміни
Гідратоморфний (рос.гидратоморфный, англ. hydratomorphic, нім. hydratomorph) ― утворений за участю води в процесі метаморфізму (про мінерал і мінеральний комплекс).
Гідратотермічний (рос.гидратотермический, англ. hydratothermal, нім. hydratothermisch) ― те саме, що гідатоморфний.